# Wolfgang Erich Parge
Wolfgang Erich Parge (* 9. Februar 1907 in Pinneberg; † 17. Juli 1968 in Nürnberg) war ein deutscher Schauspieler, Kabarettist und Hörspielsprecher.

## Leben
Wolfgang Erich Parge (auch Wolfgang E. Parge oder Wolfgang-Erich Parge) wuchs in einem Hamburger Beamten-Elternhaus auf, in dem die Mutter in einem Theaterverein mitspielte, woher auch seine Leidenschaft für diesen Beruf stammte. Doch bevor er diesen ausüben konnte, absolvierte er eine kaufmännische Lehre. Sein erstes Engagement erhielt er am Harzer Bergtheater in Thale mit der Rolle des Romeo in William Shakespeares Stück Romeo und Julia. In Hamburger Märchenoperettentheatern wechselte er dann zu Schwänken und Lustspielen. Ab 1932 begann er in Berlin am Central-Theater unter Heinz Hilpert und am Plaza unter Ralph Arthur Roberts zu spielen, worauf Engagements in Luckenwalde und Karlsbad folgten. Nach 1935 folgte dann ein Jahr Zusammenarbeit mit dem Kabarett Die acht Enfesselten.
Nach dem Zweiten Weltkrieg wurde er Texter und Programmgestalter im wiedereröffneten Kabarett Schall und Rauch und war in vielen Stücken mehrerer Berliner Bühnen erfolgreich, bis er nach dem Hajo Kabarett in der Berliner Albrechtstraße, schließlich beim Kabarett-Theater Distel begann, wo er bis 1954 wirkte. Zeitgleich begann er beim Rundfunk zu arbeiten, wo er besonders beim Berliner Rundfunk bunte Sendungen betreute, in denen er, ebenso wie in Hörspielen, mitwirkte. Auch in Spielfilmen war seine Mitwirkung stark gefragt. Wolfgang Erich Parge schrieb eine Operette, für die Hans Hendrik Wehding die Musik komponierte.

## Filmografie
- 1944/48: Das kleine Hofkonzert
- 1945: Das Leben geht weiter
- 1950: Das kalte Herz
- 1951: Zugverkehr unregelmäßig
- 1951: Die Meere rufen
- 1953: Geheimakten Solvay
- 1953: Jacke wie Hose
- 1954: Gefährliche Fracht
- 1955: Das Fräulein von Scuderi
- 1955: Roman einer Siebzehnjährigen
- 1956: Thomas Müntzer – Ein Film deutscher Geschichte
- 1956: Der Teufelskreis
- 1956: Max und Moritz
- 1957: Der Fackelträger

## Theater
- 1932: R. C. Sherriff: Die andere Seite – Regie: Heinz Hilpert (Central-Theater Berlin)
- 1945: Max Alsberg/ Otto Ernst Hesse: Voruntersuchung  – Regie: Max Krüger (Stadttheater Schöneberg-Friedenau, Berlin)
- 1946: Just Scheu/Peter A. Stiller: Heimlichkeiten  – Auch Regie mit Max Krüger (Künstlerhaus Zehlendorf, Berlin)
- 1946: Louis Angely: Das Fest der Handwerker (Abbau-Fritze) – Regie: ? (Volksbühne Berlin im Haus Vaterland Berlin)
- 1951: Jan Rojewski:  Die Belastungsprobe (Eisenbieger Zieja) – Regie: Robert Trösch (Haus der Kultur der Sowjetunion – Neue Bühne Berlin)
- 1952: Helmut Vogt: Zwischenfall in Norderney (Pazifist) – Regie: Hans-Joachim Büttner (Haus der Kultur der Sowjetunion – Neue Bühne Berlin)
- 1952: Autorenkollektiv: Berliner Luft (Conférencier) – Regie: ? (Hajo Kabarett Berlin)
- 1953: Autorenkollektiv: Da staun ick aber – Regie: ? (Hajo Kabarett Berlin)
- 1953: Autorenkollektiv: Hurra! Humor ist eingeplant! – Regie: Joachim Gürtner (Kabarett-Theater Distel Berlin)
- 1954: Autorenkollektiv: Mensch, fahr richtig! – Regie: Joachim Gürtner (Kabarett-Theater Distel Berlin)
- 1954: Autorenkollektiv: Wegen Renovierung geöffnet – Regie: Robert Trösch (Kabarett-Theater Distel Berlin)

## Hörspiele
- 1948: Sigurd Wesley Christiansen: Überfall im Postamt (Engelhardt) – Regie: Hanns Korngiebel (Kriminalhörspiel – RIAS Berlin)
- 1949: Peter Bejach: Affaire Gregory (Bennington) – Regie: Peter Bejach (Kriminalhörspiel/Dokumentarhörspiel – Berliner Rundfunk)
- 1951: Gerhard Rentzsch: Wir aus Hamburg – Regie: Günther Rücker (Hörspiel/Hörbild – Mitteldeutscher Rundfunk)
- 1952: Peter Martin Lampel: Streik im Hafen (Hugo) – Regie: Günther Rücker (Hörspiel – Berliner Rundfunk)
- 1955: Karl Bunje: Das Hörrohr (Notar) – Regie: Karl Brenk (Hörspiel – Rundfunk der DDR)